# Erik Gyllenstolpe
Karl Johan Axel-Erik Gyllenstolpe, född 18 april 1894 i Filipstad, död 19 juli 1954 i Karlstad, var en svensk friidrottare (mångkamp). Han tävlade inom landet för klubben Gefle SGF. Vid OS i Antwerpen 1920 kom han på åttonde plats i tiokamp och blev utslagen i femkamp. Han vann SM i tiokamp år 1921. Han var son till fastighetsmäklaren i Filpstad Erik Gyllenstolpe och Julia Åhlquist. Efter sin idrottskarriär var han verksam som tidningsman, först som redaktör och ansvarig utgivare för tidningen Västra Värmland i Säffle och från 1947 som korrekturchef på Nya Wermlands-Tidningen.